# Département de Kébémer
Le département de Kébémer est l’un des 46 départements du Sénégal et l'un des 3 départements de la région de Louga.

## Organisation territoriale
Son chef-lieu est la ville de Kébémer.
Les trois arrondissements sont :
- Arrondissement de Ndande
- Arrondissement de Darou Mousty
- Arrondissement de Sagatta Gueth

Les localités ayant le statut de commune sont :
- Kébémer
- Guéoul

## Géographie

### Population
Lors du recensement de décembre 2002, la population était de 205 246 habitants. En 2005, elle était estimée à 215 648 personnes.